# Joan Rivers

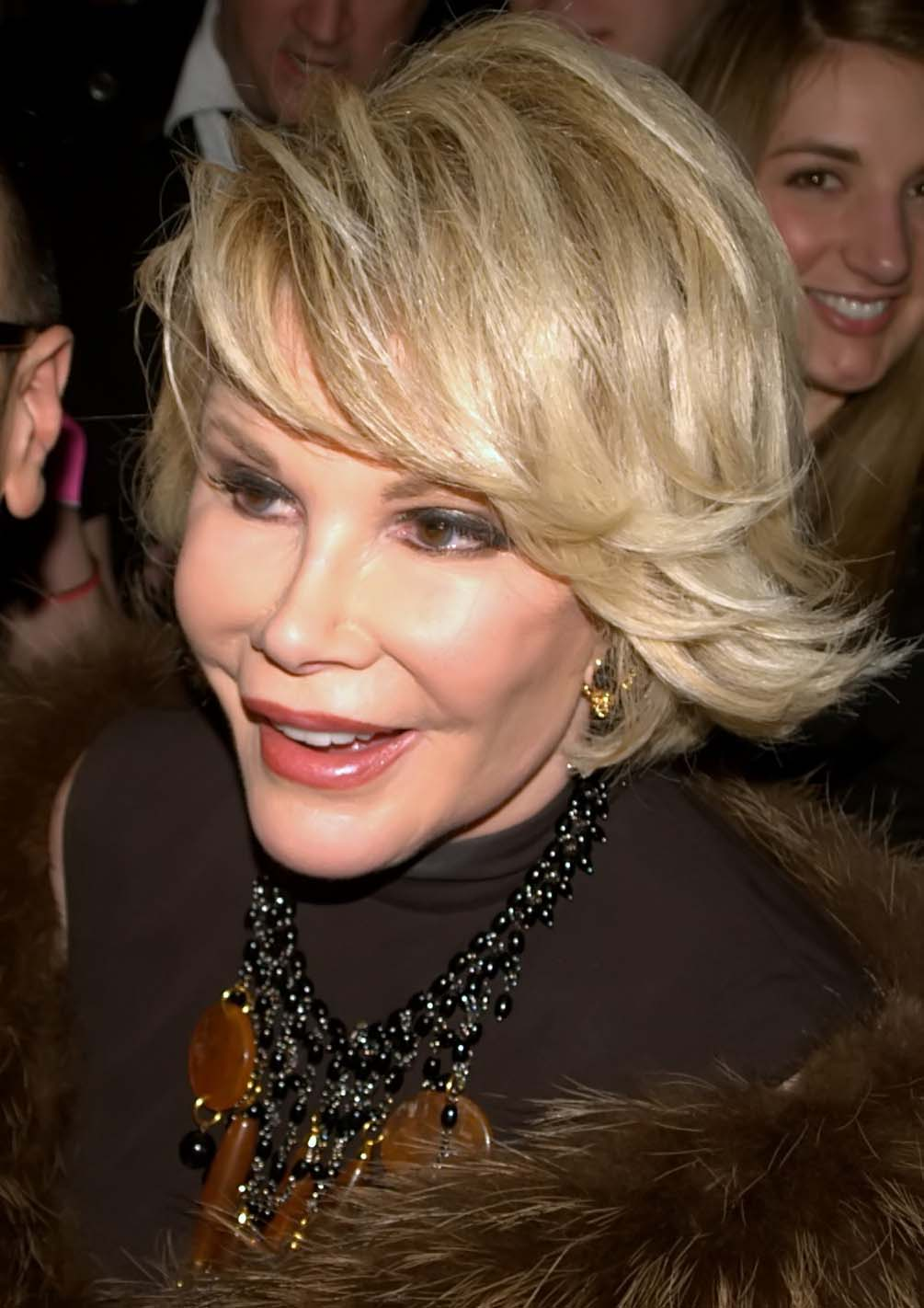
Rivers im Jahr 2010

Joan Rivers (* 8. Juni 1933 als Joan Alexandra Molinsky in Brooklyn, New York City; † 4. September 2014 in Manhattan, New York City) war eine amerikanische Entertainerin.

## Leben und Karriere
Rivers wuchs als Tochter russisch-jüdischer Einwanderer in Brooklyn auf, ihr Vater war Arzt. Sie besuchte das Connecticut College for Women und schloss anschließend ein Studium am Barnard College mit einem Bachelor in Englisch und Anthropologie ab.

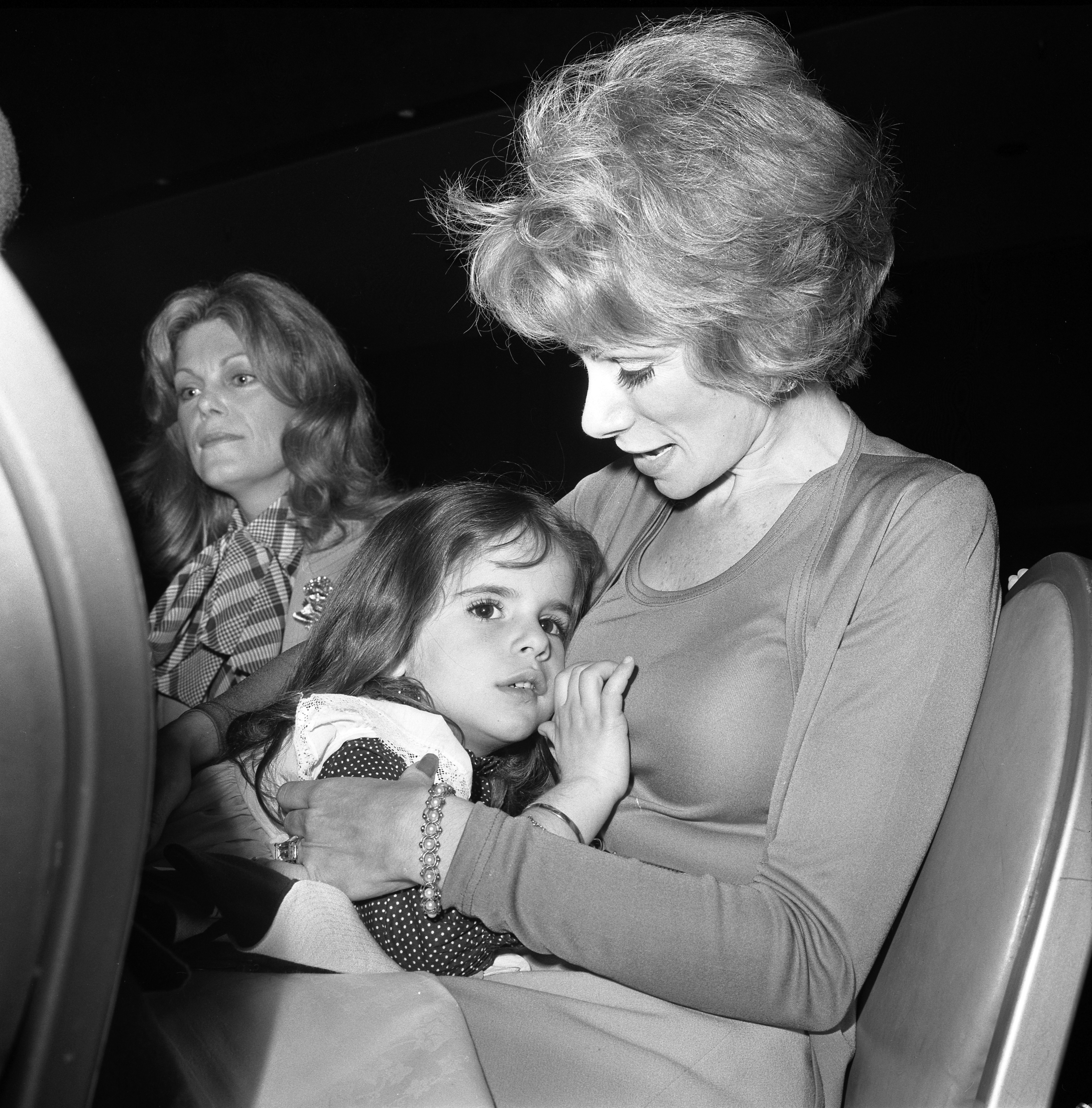
Joan Rivers mit ihrer Tochter Melissa (1973)

Danach arbeitete sie in einem Kaufhaus und heiratete 1957 den Sohn ihres Chefs. Die Ehe wurde schon im Jahr darauf wieder geschieden. 1965 verhalf ein Auftritt in Johnny Carsons Tonight Show der bis zuletzt als Komikerin arbeitenden Rivers zu größerer Bekanntheit. Im selben Jahr heiratete sie den britischen Fernsehproduzenten Edgar Rosenberg. 1968 erhielt sie ihre eigene Fernsehshow, und sie war weiterhin oft zu Gast in den Sendungen von Carson und Ed Sullivan; außerdem bekam sie ihre Tochter Melissa. Ab 1983 wurde die bis zuletzt in Kalifornien lebende Rivers Ersatzmoderatorin bei Carsons Late-Night-Show.
Rivers wurde 1984 in Harvard von der Hasty-Pudding-Theatergesellschaft zur „Frau des Jahres“ gekürt. 1986 wechselte sie zum gerade gegründeten FOX-Network, wo sie in direkte Konkurrenz zu Carson trat. Ihr Dreijahresvertrag, der ihr angeblich zehn Millionen Dollar eingebracht hätte, wurde nicht erfüllt: The Late Show Starring Joan Rivers wurde schon nach acht Monaten eingestellt. Edgar Rosenberg, der die Sendung produziert hatte, beging noch im selben Jahr Suizid. Rivers begann einige Zeit später mit der Moderation einer Talkshow unter dem Titel The Joan Rivers Show, die in Syndication lief. 1989 erhielt sie einen Stern auf dem Hollywood Walk of Fame. Für die Moderation der Joan Rivers Show wurde sie 1990 mit einem Daytime-Emmy ausgezeichnet.
2009 wirkte sie in der US-Version der Reality Show The Celebrity Apprentice mit, dabei konnte sie sich gegen alle anderen Teilnehmer durchsetzen. Seit August 2009 moderierte Rivers im US-Fernsehen die Reality Show How’d You Get So Rich des Senders TV-Land, in der sie Selfmade-Millionäre und deren Werdegang vorstellte. Außerdem hatte sie bei der Serie Nip/Tuck – Schönheit hat ihren Preis einen Gastauftritt, was ein Schlaglicht auf ihr eigenes Privatleben warf: seit 1965 hatte sie sich in die Hände von Schönheitschirurgen begeben, worüber sie sich selbst regelmäßig lustig machte.
Rivers war außerdem als Schmuckverkäuferin auf QVC und Kommentatorin von Red-Carpet-Events bekannt. Letztere moderierte sie häufig zusammen mit ihrer Tochter.
Sie starb im Alter von 81 Jahren in ihrer Heimatstadt New York im künstlichen Koma, nachdem es bei ihr während einer Stimmbandoperation zu einem Atemstillstand gekommen war.
Posthum wurde ihr Hörbuch Diary of a Mad Diva im Februar 2015 mit einem Grammy ausgezeichnet.
Die Rolle der Midge Maisel in der Fernsehserie The Marvelous Mrs. Maisel, dargestellt von Rachel Brosnahan, ist an Rivers’ Karriere angelehnt.

## Filme (Auswahl)
- 1968: Der Schwimmer (The Swimmer)
- 1978: Ja, lüg’ ich denn? (Rabbit Test) – auch Regie
- 1984: Die Muppets erobern Manhattan (The Muppets Take Manhattan)
- 1987: Mel Brooks’ Spaceballs (Spaceballs) – Stimme
- 1989: Kuck mal, wer da spricht! (Look Who’s Talking) – Stimme
- 1990: Wie killt man eine Millionärin? (How to Murder a Millionaire)
- 1994: Serial Mom – Warum läßt Mama das Morden nicht? (Serial Mom)
- 1999: Märchenprinz verzweifelt gesucht (Goosed)
- 2000: Intrigen – erotisch und gefährlich (The Intern)
- 2004: Shrek 2 – Der tollkühne Held kehrt zurück (Shrek 2) – Stimme
- 2010: Joan Rivers: A Piece of Work
- 2014: R.L. Stine’s – Darf ich vorstellen – Meine Geisterfreundin (Mostly Ghostly: Have You Met My Ghoulfriend?)

## Bücher
- 1974: Having a Baby Can Be a Scream
- 1984: The Life and Hard Times of Heidi Abromowitz
- 1986: Enter Talking
- 1991: Still Talking
- 1995: Jewelry by Joan Rivers
- 1997: Bouncing Back: I’ve Survived Everything ... and I Mean Everything ... and You Can Too!
- 1998: From Mother to Daughter: Thoughts and Advice on Life, Love and Marriage
- 1999: Don’t Count the Candles: Just Keep the Fire Lit!
- 2009: Murder at the Academy Awards (R): A Red Carpet Murder Mystery
- 2009: Men Are Stupid … And They Like Big Boobs: A Woman’s Guide to Beauty Through Plastic Surgery
- 2012: I Hate Everyone … Starting with Me
- 2014: Diary of a Mad Diva

## Hörbücher
- 2012: I Hate Everyone … Starting with Me (Autorenlesung), Penguin Audio, ISBN 978-1611760651.
- 2014: Diary of a Mad Diva (Autorenlesung), Penguin Audio, ISBN 978-1611764055.